# Bezirk Monfalcone
Der Bezirk Monfalcone (slowenisch Tržič) war ein Politischer Bezirk in der Gefürsteten Grafschaft Görz und Gradisca. Der Bezirk mit Sitz in Monfalcone umfasste Gebiete in den ehemaligen Provinzen Udine bzw. Gorizia in Friaul und wurde nach dem Ersten Weltkrieg Teil Italiens.

## Geschichte
Die modernen, politischen Bezirke der Habsburgermonarchie wurden 1868 im Zuge der Trennung der politischen von der judikativen Verwaltung geschaffen.
Ursprünglich war der spätere Bezirk Monfalcone Teil des Bezirks Gradisca gewesen, der 1868 aus den Gerichtsbezirken Cervignano, Cormons, Gradisca und Monfalcone gebildet wurde.
Erst später wurden die Gerichtsbezirke Cervignano und Monfalcone vom Bezirk Gradisca abgetrennt, woraufhin sie ab dem 1. Jänner 1911 den Bezirk Monfalcone bildeten.
1880 hatten in den beiden Gerichtsbezirken, die 1911 zum Bezirk Monfalcone zusammengefasst wurden, 38.697 Menschen gelebt.
Der spätere Bezirk Monfalcone umfasste 1910 eine Fläche von 433,57 km² und beherbergte eine Bevölkerung von 53.038 Personen. Von den Einwohnern hatten 45.935 Italienisch als Umgangssprache angegeben. Weiters lebten im Bezirk 235 Deutschsprachige, 1.693 Slowenischsprachige und 5.175 Anderssprachige oder Staatsfremde. Zum Bezirk gehörten zwei Gerichtsbezirke mit insgesamt 25 Gemeinden.
Der Bezirk Monfalcone wurde nach dem Ersten Weltkrieg Teil Italiens.